# Militärflugplatz Metz-Frescaty

i7
i11
i13
Der Aéroport de Metz (IATA-Code: MZM, ICAO-Code: LFSF) ist ein jahrzehntelang hauptsächlich als Militärflugplatz genutzter Flughafen. Er liegt in der Region Grand Est im Département Moselle, etwa fünf Kilometer westlich des Zentrums von Metz.
Nach Schließung des Militärflugplatzes Base aérienne 128 Metz-Frescaty (B.A. 128) der französischen Luftstreitkräfte (Armée de l’air) im Sommer 2012 war eine Hubschraubereinheit der Gendarmerie der Hauptnutzer. Im Sommer 2021 eröffnete ein Amazon-Vertriebszentrum auf dem ehemaligen Militärgelände.
Die zivile Mitbenutzung erfolgte früher von einem kleinen Terminal auf der Westseite des Geländes. Anfang der 1980er Jahre wurden jährlich über 100.000 Passagiere abgefertigt, angeflogen wurden Paris, Lille, Mulhouse, Lyon und Mönchengladbach. Nach dem Umzug des regulären Passagierverkehrs 1991 auf den heutigen Flughafen Metz-Nancy-Lothringen wurde Frescaty weiterhin für Flüge der Allgemeinen Luftfahrt genutzt.

## Geschichte

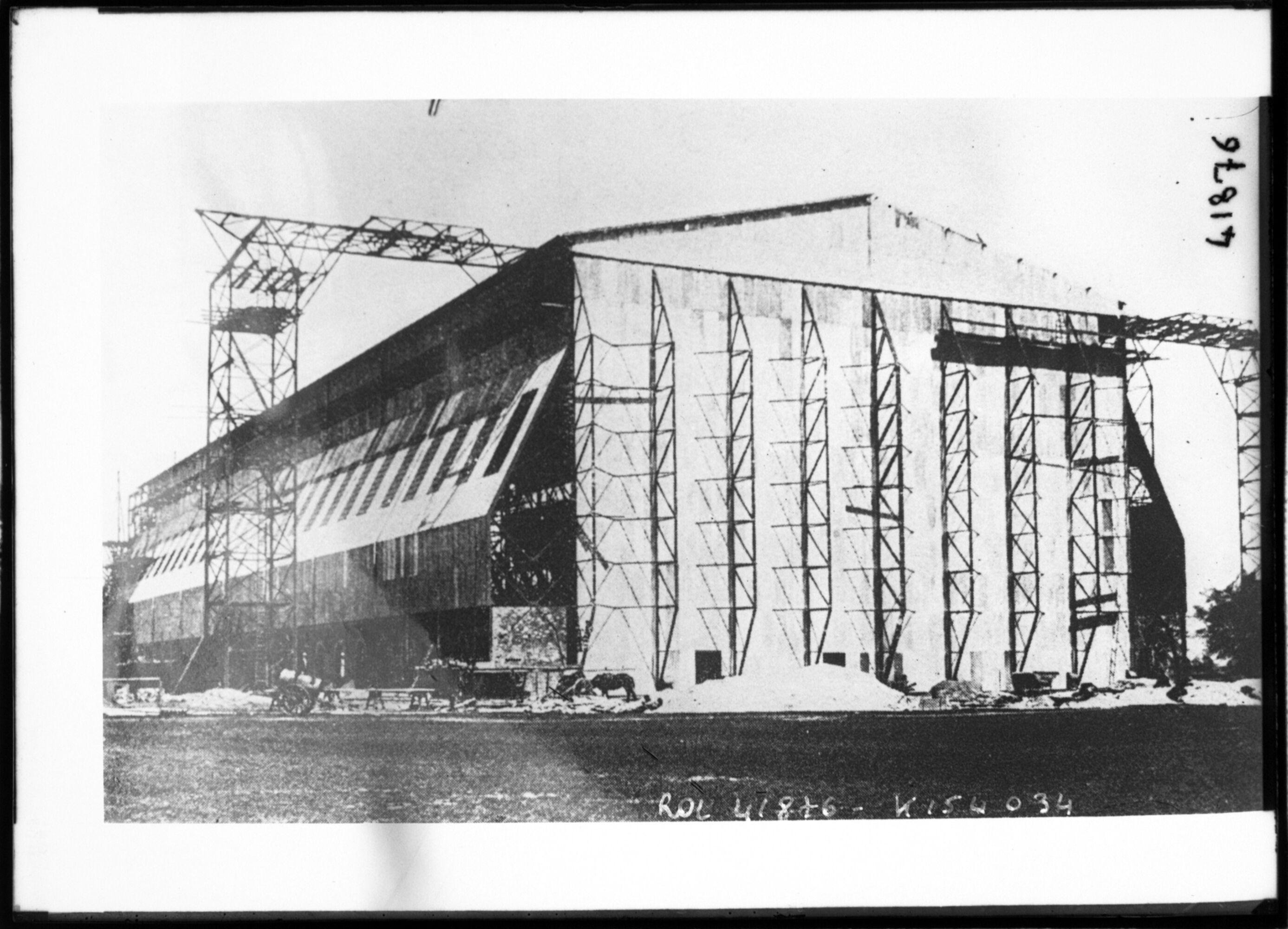
Zeppelinhangar (1914)

### Bis 1945
Metz war zu deutscher Zeit eine wichtige Garnisonsstadt des Deutschen Heeres. Dieses errichtete 1909 fünf Kilometer südwestlich von Metz, zwischen Augny und dem Schloss Frescaty einen Zeppelin-Hangar, der mit der Ankunft von LZ3 (Z I) am 4. Juli 1909 eröffnet wurde. Neben der Luftschiffertruppe nutzte während des Ersten Weltkrieges auch die Fliegertruppe der deutschen Heeres-Luftstreitkräfte Metz-Frescaty als Militärflugplatz. Im Sommer 1914 war Frescaty Stützpunkt der Feldflieger-Abteilung 2, Festungsflieger-Abteilung 1 und der Feldluftschiffer-Trupps 18, 19, 20, 21 und 22. Der Flugplatz war während des Krieges wiederholt Ziel gegnerischer Luftangriffe. Bei Kriegsende lag hier die Jasta 11.
Nach dem Ersten Weltkrieg wurde der Platz Standort der Französischen Luftstreitkräfte, die ihn in der Zwischenkriegszeit vorwiegend als Bomber-Stützpunkt nutzten. Während des Westfeldzuges wurde die Basis, die seit 1934 die Bezeichnung Base aérienne 111 (BA 111) trug, im Frühsommer 1940 zweimal durch die deutsche Luftwaffe bombardiert.
Diese nutzte ihn nach Ende der Auseinandersetzung selbst weiter. Zwischen September 1942 und März 1944 lagen hier mit einer kurzen Unterbrechung im Januar/Februar 1944 bis zu drei Staffeln der II. Gruppe des Nachtjagdgeschwaders 4 (II./NJG 4) und 1943 kam eine Ausbildungseinheit für Sturzkampfbomber, das Sturzkampfgeschwader 101, später umbenannt in Schlachtgeschwader 103 (SG 103), hinzu. Die United States Army Air Forces (USAAF) flogen wiederholt Luftangriffe auf den Fliegerhorst, meist parallel zu den Angriffen der schweren Bomber der 8. US-Luftflotte, um deutsche Abfangjäger am Boden zu halten.

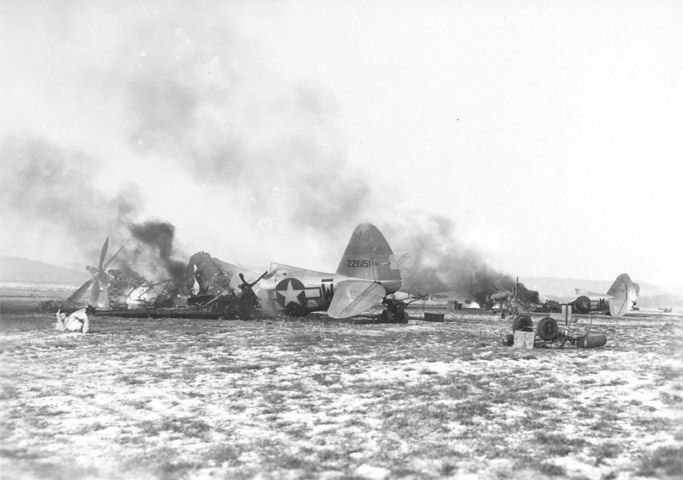
Zerstörte P-47, Anfang 1945

### Nach dem Zweiten Weltkrieg
Vier Wochen nach der Einnahme durch amerikanische Truppen am 25. Dezember 1944 begann auf dem notdürftig reparierten und jetzt als Advanced Landing Ground ALG Y-34 bezeichneten Flugplatz der Flugbetrieb durch die Ninth Air Force der USAAF. Amerikanische Jagdbomber lagen hier bis zum 29. Mai 1945, weshalb der Platz auch nochmals von der Luftwaffe attackiert wurde. Es handelte sich nacheinander für jeweils mehrere Wochen die 365th, 368th, 406th und 371st Fighter Group.
Nach ersten Reparaturen und Erweiterungen wurde Frescaty 1951 wiedereröffnet. Die Erneuerungen zogen sich noch bis 1956, dem Jahr, in dem die Armée de l’air hier erstmals wieder Flugzeuge stationierte. Der ab Sommer 1956 als Base aérienne 128 (BA 128) bezeichnete Flugplatz war in den folgenden Jahrzehnten Stützpunkt verschiedener Flugzeugtypen.
Erster Flugzeugverband war ab April 1956 das 9. Jagdgeschwader, 9e escadre de chasse, das zuvor auf der Basis 139 Lahr lag und im Sommer des Jahres auf die Republic F-84F umrüstete. Das Geschwader wurde zur Jahresmitte 1965 aufgelöst.
Im Jahr 1967 verlegte, ebenfalls aus Lahr kommend, die groupe électronique 35/351 mit einer Staffel, der escadrille électronique 54, Noratlas Gabriel nach Metz. Die Gruppe wurde 1988 zu einem Geschwader, der 54e escadre électronique tactique mit der 1. Gruppe, escadron électronique 1/54 (EE 1/54) heraufgestuft und die EE 1/54 rüstete 1989 auf die Transall Gabriel um. Das 54. Geschwader wurde 2006 aufgelöst und die seit diesem Zeitpunkt unabhängige Gruppe escadron électronique aéroporté 11/54 verlegte 2011 auf die Basis 105 Évreux-Fauville.
Im September 1972 wurde Metz zusätzlich Basis der Hubschraubergruppe escadron d'hélicoptères 2/67 (EH 2/67) „Valmy“, jedoch zunächst nur der Alouette II Komponente, während die Sikorsky H-34 noch zwei Jahre in St. Dizier blieben. Die Umrüstung auf die Alouette III begann Ende 1973 und die erneute Umrüstung auf die Eurocopter AS 555UN erfolgte im ersten Quartal 1990. Ab 1978 war Frescaty auch noch Heimatbasis der escadron de liaisons aériennes 41 (ELA 41) mit ihren Nord 262D, Morane-Saulnier MS.760 und Max Holste MH.1521 Broussard, die 1983 zur escadron de transport et entrainement 41 (ETE 41) „Verdun“ wurde. Die MH.1521 wurden bis 1987 geflogen. Im Jahr 2004 wurden die beiden Einheiten zur gemischten Transportgruppe escadron de transport mixte 1/40 (ETM 1/40) „Moselle“ fusioniert, die nur mehr mit Socata TBM 700 und AS 555 ausgerüstet waren. Sie verlegte 2011 auf die Basis 102 Dijon.
Lediglich fünf Jahre vor Einstellung des militärischen Flugbetriebes kam mit dem Centre d’instruction des équipages d’hélicoptères 341 (CIEH.341) noch ein weiterer Verband auf die Basis 128, dies verlegte 2011 auf die Basis 115 Orange.